# Helmut Rabis
Helmut Georg Rabis (* 14. März 1949 in Roßbach, Braunsbedra, Sachsen-Anhalt) ist ein ehemaliger deutscher Hockeyspieler aus der DDR.

## Karriere
Helmut Rabis spielte für den SC Motor Jena, mit dem er 1967, 1968 und 1970 DDR-Meister im Feldhockey war.
1968 und 1969 wirkte er in insgesamt sechs Länderspielen der DDR-Nationalmannschaft mit. Beim Hockeyturnier der Olympischen Spiele 1968 in Mexiko-Stadt wurde Rabis in drei von acht Spielen eingesetzt. Letztlich belegte die Mannschaft aus der DDR den elften Platz.